# 野田町 (金沢市)
野田町（のだまち）は、石川県金沢市の町名。丁目を持たない単独町名であり、一部地域で住居表示実施済み。郵便番号は921-8104。旧加賀国石川郡富樫郷野田村、同郡野村字野田。

## 概要
野田町は、野田・大桑町・つつじが丘・長坂町・長坂・平和町・山科町に囲まれている。
明治期まで「虫送り太鼓」と呼ばれる独自の太鼓演奏が伝わり、例年8月下旬に行事が行われていた。しかし昭和40年代になると後継者不足により廃れた。

## 沿革
- 江戸期 - 加賀国石川郡富樫郷野田村が存在。米丸組所属。加賀藩領。
- 1871年8月29日（明治4年7月14日） - 廃藩置県により金沢県の管轄となる。
- 1872年3月10日（明治5年2月2日） - 金沢県が改称して石川県となる。
- 1889年（明治22年）4月1日 - 町村制施行により、野村発足。同村の字野田となる。
- 1925年（大正14年）4月1日 - 野村が金沢市に編入され、同市野田町となる。
- 1963年（昭和38年）6月1日 - 住居表示実施により、一部が平和町の一部となる。野田町の一部に住居表示が実施される（金沢駐屯地の敷地）。
- 1977年（昭和52年）4月1日 - 住居表示実施により、一部が長坂の一部となる。
- 2017年（平成29年）3月4日 - 金沢市野田土地区画整理事業の事業完了に伴い、一部が野田の一部となる[5]。

## 小中学校の校区
市立小学校に通う場合は野田町中平ムの住民は十一屋小学校、野田町の中平ムを除く地域の住民は長坂台小学校に通う。市立中学校に通う場合は野田中学校に通う。

## 施設
- 陸上自衛隊金沢駐屯地
- 桃雲寺
- 大桑運動広場
- 野田山
  - 野田山墓地
  - 前田家墓所

## 交通

### 道路
- 石川県道144号別所野町線

### バス
- 北鉄バス（北陸鉄道・北鉄金沢バス・北鉄白山バス）　金大附属学校自衛隊前、野田バス停